# Aires Ali
Aires Bonifácio Baptista Ali (nacido el 6 de diciembre de 1955) fue el primer ministro de Mozambique desde 2010 hasta 2012. Asumió el día 16 de enero de 2010. Fue gobernador de la Provincia de Inhambane (2000-2004) y Ministro de la Educación (2005-2010). En octubre de 2012 fue destituido de forma sorprendente por el presidente Armando Guebuza en una remodelación del gobierno.